# Nogometni Klub Zvijezda
Il Nogometni Klub Zvijezda è una società calcistica bosniaca, con sede nella città di Gradačac. Milita oggi nella Premijer Liga, la massima divisione nazionale, che ha raggiunto per la prima volta vincendo il campionato di Prva Liga FBiH (seconda divisione) nella stagione 2007-2008.

## Palmarès

### Competizioni nazionali
- Prva liga Federacija Bosne i Hercegovine: 1

2007-2008
- Druga Liga Federacije Bosne i Hercegovine: 1

2005-2006 (nord)

### Altri piazzamenti
- Prva liga Federacije Bosne i Hercegovine:

Secondo posto: 2015-2016
Terzo posto: 2006-2007

## Rosa 2011-2012
| N. |                                 | Ruolo | Calciatore         |
| -- | ------------------------------- | ----- | ------------------ |
| 1  | Serbia (bandiera)               | P     | Nikola Kovačević   |
| 3  | Bosnia ed Erzegovina (bandiera) | D     | Jasmin Moranjkić   |
| 5  | Bosnia ed Erzegovina (bandiera) | C     | Ilija Ristanić     |
| 6  | Serbia (bandiera)               | D     | Ivan Jakovljević   |
| 8  | Serbia (bandiera)               | A     | Slobodan Milanović |
| 9  | Bosnia ed Erzegovina (bandiera) | A     | Dalibor Pandža     |
| 10 | Bosnia ed Erzegovina (bandiera) | D     | Senad Husić        |
| 11 | Bosnia ed Erzegovina (bandiera) | A     | Eldar Pilavdžić    |
| 13 | Bosnia ed Erzegovina (bandiera) | A     | Mirza Džafić       |
| 14 | Bosnia ed Erzegovina (bandiera) | C     | Eldin Fačić        |
| 16 | Bosnia ed Erzegovina (bandiera) | C     | Omer Jahić         |
| 18 | Bosnia ed Erzegovina (bandiera) | C     | Armin Delić        |
| 19 | Bosnia ed Erzegovina (bandiera) | C     | Almir Halilović    |

| N. |                                 | Ruolo | Calciatore        |
| -- | ------------------------------- | ----- | ----------------- |
| 21 | Bosnia ed Erzegovina (bandiera) | C     | Srdjan Savić      |
| 22 | Bosnia ed Erzegovina (bandiera) | D     | Jasmin Bogdanović |
| 25 | Bosnia ed Erzegovina (bandiera) | P     | Armin Kurbašić    |
| -  | Bosnia ed Erzegovina (bandiera) | P     | Selmir Brkić      |
| -  | Bosnia ed Erzegovina (bandiera) | P     | Ivan Mandušić     |
| -  | Croazia (bandiera)              | D     | Saša Mus          |
| -  | Serbia (bandiera)               | D     | Dejan Ponjević    |
| -  | Bosnia ed Erzegovina (bandiera) | D     | Nebojša Šodić     |
| -  | Bosnia ed Erzegovina (bandiera) | C     | Alden Aljukić     |
| -  | Bosnia ed Erzegovina (bandiera) | C     | Amer Ordagić      |
| -  | Macedonia del Nord (bandiera)   | C     | Perica Stančeski  |
| -  | Serbia (bandiera)               | C     | Pavle Sušić       |
| -  | Senegal (bandiera)              | A     | Secouba Diatta    |